# اسکایلر دیگینز-اسمیت
اسکایلر دیگینز-اسمیت (انگلیسی: Skylar Diggins-Smith؛ زادهٔ ۲ اوت ۱۹۹۰) بازیکن بسکتبال اهل ایالات متحده آمریکا است.
وی در مسابقات کشوری و بین‌المللی در مجموع برندهٔ ۵ مدال طلا شده‌است.